# كأس الاتحاد الغاني
كأس الاتحاد الغاني لكرة القدم (بالإنجليزية: Ghanaian FA Cup)‏ ، هي بطولة رسمية لكرة القدم في غانا ، تأسست البطولة سنة 1958م.

## وصلة خارجية
- سجلات كأس غانا